# HMS Pandora (1779)
 (juin 2014).
Si vous disposez d'ouvrages ou d'articles de référence ou si vous connaissez des sites web de qualité traitant du thème abordé ici, merci de compléter l'article en donnant les références utiles à sa vérifiabilité et en les liant à la section « Notes et références ».
Pour les autres navires du même nom, voir HMS Pandora.
Le HMS Pandora était une frégate de classe Porcupine équipée de 24 canons (de 9 et 6 livres) de la Marine royale britannique, construite par Adams et Barnard à Deptford, en Angleterre et lancée le 17 mai 1779. Elle a été envoyée dans les eaux nord-américaines pendant la Guerre d'indépendance des États-Unis, puis a été mise « en retraite » après 1783. Elle est surtout connue pour être le navire envoyé en 1790 à la recherche du Bounty et des mutins qui s'en étaient emparés. Il a coulé sur le voyage de retour en 1791. 

## À la recherche duBounty
Après que la nouvelle de la mutinerie du Bounty eut atteint l'Angleterre le 15 mars 1790, l'Amirauté délibéra sur la meilleure réponse à donner à la situation et, finalement, décida d'envoyer la HMS Pandora dans le Pacifique Sud pour récupérer le Bounty, capturer les mutins et les faire revenir en Angleterre pour les juger. La frégate appareilla de Portsmouth le 7 novembre 1790 avec le capitaine Edward Edwards commandant un équipage de 134 hommes. 
Le capitaine Edwards ignorait que 16 des mutins avaient alors déjà décidé de retourner à Tahiti, après l'échec d'une tentative d'établir une colonie (Fort St George) sous la direction de Christian Fletcher  sur l'île de Tubuai, l'une des îles Australes. Ils vivaient à Tahiti comme rescapés, beaucoup d'entre eux ayant des enfants conçus avec des femmes locales. Le groupe de mutins conduit par Fletcher et ses accompagnateurs polynésiens quittèrent la région et allèrent s'établir sur l'île Pitcairn.
La Pandora atteignit Tahiti le 23 mars 1791 après être passée par le Cap Horn. A Tahiti, 5 des mutins du Bounty embarquèrent volontairement 24 heures après l'arrivée de la frégate et les 9 autres furent arrêtés quelques semaines plus tard après avoir fui dans les montagnes. Ces 14 hommes furent enfermés dans une prison de fortune installée sur le pont. Edwards avait été informé que 2 d'entre eux étaient déjà morts avant l'arrivée de la Pandora. 
Le 8 mai 1791, la Pandora quitta Tahiti et passa ensuite trois mois à visiter les îles du Sud-Ouest du Pacifique à la recherche du Bounty et des mutins sans trouver aucune trace du navire. Au cours de cette partie du voyage 14 membres d'équipage furent portés disparus dans deux canots. Pendant cette période, la Pandora se rendit aux îles Tokélaou, Samoa, Tonga et Rotuma. Ils passèrent également par l'île de Vanikoro, qu'Edwards nomma Pitt's Island, mais ils n'explorèrent pas l'île et n'enquêtèrent pas sur des signes évidents d'habitation. S'il l'avaient fait, ils auraient probablement très vite découvert des preuves du sort de l'explorateur français La Pérouse dont l'expédition avait disparu en 1788. Des récits qui ont suivi sur leur sort, il apparait comme évident qu'un nombre important de membres de l'équipage ont survécu au cyclone qui a détruit leurs navires l’Astrolabe et la Boussole sur les récifs de l'île.

## Naufrage
Revenant par l'ouest et le détroit de Torrès, la frégate s'échoua le 29 août 1791 sur la grande barrière de corail. Elle coula le lendemain matin, coûtant la vie à 31 marins de l'équipage et 4 prisonniers. Les 89 hommes restant de l'équipage et 10 prisonniers (7 d'entre eux étaient hors de leur cellule lorsque la frégate fit naufrage) débarquèrent sur un petit banc de sable et après deux nuits sur l'île, partirent à l'aviron vers le Timor dans 4 canots de sauvetage ; ils arrivèrent à Kupang le 16 septembre 1791 après une pénible traversée de la mer d'Arafura. 16 marins étaient morts après avoir survécu au naufrage et de nombreux tombèrent malade au cours de leur séjour à Batavia (Jakarta). Finalement, seulement 78 des 134 hommes qui avaient embarqué à Portsmouth rentrèrent chez eux.
Le capitaine Edwards et ses officiers furent mis hors de cause de la perte de la Pandora, après être passés en cour martiale. Les autorités coloniales de Nouvelle-Galles du Sud ne tentèrent rien pour récupérer l'épave. Les 10 prisonniers survivants furent également jugés, les tribunaux militaires acquittèrent 4 d'entre eux et les 6 autres furent reconnus coupables de mutinerie. Seuls 3 (Millward, Burkitt et Ellison) furent exécutés, Peter Heywood et James Morrison reçut une grâce royale, tandis que William Muspratt fut acquitté sur un détail technique. 
Les descendants des 9 mutins qui ne furent pas retrouvés par la Pandora continuèrent à vivre sur l'île Pitcairn, le refuge de Christian Fletcher fondé en janvier 1790 et où ils avaient brûlé et sabordé le Bounty quelques semaines après leur arrivée. Leur cachette ne fut pas découverte avant 1808 quand le baleinier Topaz du capitaine Mayhew Folger arriva sur la petite île inconnue. À l'époque, tous les mutins — à l'exception de John Adams (alias Alexander Smith) — étaient morts, la plupart de mort violente.

## Découverte et fouilles archéologiques
Le site du naufrage de la Pandora a été découvert en 1977 et a été immédiatement déclaré site protégé en vertu de l’Australian Historic Shipwrecks Act 1976 sur les naufrages. Le site est situé à environ 5 km au nord-ouest de Moulter Cay sur la bordure extérieure de la grande barrière de corail, à environ 140 km à l'est de Cape York, sur le bord de la mer de Corail. 